# Direcció General de Digitalització i Intel·ligència Artificial
La Direcció General de Digitalització i Intel·ligència Artificial (DGDIA) d'Espanya és l'òrgan directiu del Ministeri d'Afers Econòmics i Transformació Digital, adscrit a la Secretaria d'Estat de Digitalització i Intel·ligència Artificial, responsable de l'estudi, la proposta i l'execució de la política general i la planificació estratègica i d'acció sobre la transformació digital de l'economia i la societat, així com l'elaboració i la proposta de normativa per a l'ordenació i la regulació en aquestes matèries, d'acord amb les disposicions nacionals, europees i internacionals vigents.
Així mateix, és responsable de la planificació, coordinació, desenvolupament i impuls de polítiques, plans, programes, projectes i actuacions per a la incorporació de la ciberseguretat a la transformació digital del sector privat i la ciutadania, en coordinació amb les agendes sectorials de ciberseguretat d'altres departaments ministerials, així com la gestió coordinada dels corresponents programes europeus i internacionals en aquesta matèria, i l'exercici de les facultats de supervisió, control, i inspecció en matèria de ciberseguretat dels serveis digitals, així com l'impuls i la coordinació d'iniciatives per a la garantia del dret a la confiança i seguretat digital, especialment a la protecció dels menors i col·lectius vulnerables.
Finalment, és l'òrgan responsable de l'elaboració i la proposta de normativa en matèria de ciberseguretat dels serveis digitals, en col·laboració amb altres òrgans o organismes amb competències en la matèria i els sectors econòmics i socials públics i privats afectats, per a la transformació segura de l'economia i la societat, i de la participació en comissions, grups de treball i altres fòrums de caràcter nacional, europeu i internacional, tant públics com privats, en l'àmbit de la ciberseguretat, així com el seguiment i la participació en iniciatives i fòrums relacionats amb aquestes matèries.

## Història
La Direcció General de Digitalització i Intel·ligència Artificial és un òrgan directiu creat el març de 2021, integrat al Ministeri d'Afers Econòmics i Transformació Digital liderat per la vicepresidenta tercera, Nadia Calviño. Creat pel Reial decret 147/2021, de 9 de març, l'òrgan es dissenyà per donar resposta a l'acceleració que la pandèmia de COVID-19 ha suposat en el procés de digitalització de l'economia i la societat espanyola. Així, diu el Reial decret, aquest augment en la velocitat del procés requereix «un augment de l'acció de l'Estat en aquest àmbit i una acceleració de les polítiques públiques per acompanyar els canvis profunds que s'estan produint als diferents sectors productius». A més, s'exceptuà que el seu titular hagués de ser un funcionari de carrera amb l'objectiu de nomenar algú amb experiència al sector privat de la intel·ligència artificial i la digitalització, recaient la responsabilitat a Ángel Luis Sánchez Aristi, un economista expert en l'àmbit financer.
La seva estructura es va dissenyar mitjançant l'adscripció de les quatre subdireccions generals que fins aleshores posseïa la Secretaria d'Estat de Digitalització i Intel·ligència Artificial.

## Estructura i funcions
La Direcció general s'estructura en quatre òrgans directius:
- La Subdirecció General d'Intel·ligència Artificial i Tecnologies Habilitadores Digitals, a la qual correspon l'elaboració, la formulació, la coordinació i l'avaluació de l'Estratègia Espanyola d'Intel·ligència Artificial en col·laboració amb altres departaments, òrgans i organismes amb competències en aquesta matèria; el desenvolupament normatiu, aspectes ètics i regulació en matèria d'Intel·ligència Artificial i altres tecnologies habilitadores digitals (computació al núvol, tecnologies del llenguatge i imatges, Internet de les coses, tecnologies de registre distribuït, ciberseguretat, gestió de dades, entre d'altres) per la transformació de l'economiaa i la societat; la participació en comissions, grups de treball i altres fòrums de caràcter internacional o nacional, tant públics com privats, en l'àmbit de la intel·ligència artificial i la resta de tecnologies habilitadores digitals, així com el seguiment i participació en iniciatives i fòrums relacionats amb aquestes matèries; la definició i gestió coordinada dels programes i actuacions, impuls i foment de la R+D+i en l'àmbit de la Intel·ligència Artificial, incloent-hi la política de dades obertes aplicades a la Intel·ligència Artificial i la resta de tecnologies habilitadores digitals als sectors productius de l'economia i de la societat; i l'impuls, coordinació i execució dels plans i línies d'actuació de les administracions públiques en intel·ligència artificial i altres tecnologies habilitadores digitals en col·laboració amb el conjunt d'agents del sector amb els programes i iniciatives corresponents de la Unió Europea i amb altres programes internacionals.
- La Subdirecció General d'Economia de la Dada i Digitalització, a la qual correspon el desenvolupament i l'impuls de plans, programes, projectes i actuacions per a la incorporació de les tecnologies i serveis digitals i l'ocupació massiva de les dades en la transformació digital de tots els sectors productius de l'economia, potenciant la compartició segura de dades entre els ciutadans, les empreses i les administracions públiques, en coordinació de les agendes sectorials de digitalització d'altres departaments ministerials, així com la gestió coordinada amb els programes europeus i internacionals corresponents en aquestes matèries; el desenvolupament i l'impuls de plans, programes, projectes, actuacions i instruments que fomentin el desenvolupament i desplegament de serveis digitals, capacitats i infraestructures que contribueixin a accelerar els processos de transformació digital, i, en particular, la digitalització i l'ocupació massiva de les dades, així com la gestió coordinada amb els programes europeus i internacionals corresponents en aquestes matèries; el desenvolupament i impuls de programes, actuacions i esquemes de governança que contribueixin a reforçar la cooperació en els processos de transformació digital de qualsevol sector, i, en particular, en matèria de digitalització, ocupació massiva de les dades, desenvolupament de les tecnologies digitals i normalització tècnica; el desenvolupament i l'impuls de plans, programes, projectes i actuacions per al foment de l'activitat de normalització, estandardització i certificació en l'àmbit de les tecnologies digitals en coordinació amb altres unitats competents; el disseny i seguiment de programes de desenvolupament d'indústries i economies digitals; i l'exercici de les facultats de control i impuls del lliure flux de dades no personals, la seva portabilitat i l'elaboració de codis de conducta en coordinació amb la Unió Europea.
- La Subdirecció General per a la Societat Digital, a la qual correspon l'elaboració i la proposta de normativa en matèria de serveis digitals i els seus prestadors, en particular sobre identificació electrònica i serveis electrònics de confiança, comerç electrònic i noms de domini d'Internet; l'elaboració de normativa, en col·laboració amb altres departaments, referent a la regulació de les plataformes i intermediaris digitals, entre d'altres, la relativa a la seva responsabilitat i obligacions, la privadesa i protecció de la informació, així com a la garantia d'equitat i respecte als drets digitals d'usuaris i empreses; l'exercici de les facultats de supervisió, control, inspecció i sanció en matèria de la societat digital, de conformitat amb la legislació aplicable, incloent-hi la gestió de la llista de prestadors de serveis de confiança qualificats; la participació en comissions, grups de treball i altres fòrums de caràcter internacional o nacional, tant públics com privats, en matèria de societat digital, així com el seguiment i la participació en iniciatives i fòrums relacionats amb la governança d'Internet.
- La Subdirecció General de Talent i Emprenedoria Digital, a la qual correspon l'impuls, la coordinació i el suport a les iniciatives per a la capacitació professional en l'àmbit de les tecnologies de la informació i les comunicacions (TIC), i de programes d'atracció, desenvolupament i retenció del talent digital; l'elaboració, la gestió i el seguiment de plans, projectes i programes d'actuacions orientats al desenvolupament d'habilitats digitals en coordinació amb altres departaments ministerials, així com la definició i la gestió coordinada d'aquesta política amb els programes europeus i internacionals corresponents en aquestes matèries; l'elaboració i la proposta normativa, l'impuls, la coordinació i el suport a les iniciatives per promoure la iniciativa emprenedora i el desenvolupament de les empreses digitals en col·laboració amb altres unitats i departaments; l'impuls, la coordinació i el suport a les iniciatives destinades a la creació de continguts digitals, i altres iniciatives que promoguin el desenvolupament d'empreses tecnològiques en sectors estratègics per a la transformació i la inclusió digital en col·laboració amb altres departaments, òrgans o organismes; la promoció i l'assistència a la internacionalització de les empreses de tecnologies digitals, de la societat digital i de continguts digitals, sens perjudici de les competències de la Secretaria d'Estat de Comerç; i el disseny i desenvolupament de plans i programes destinats a fomentar l'accés i l'ús dels serveis digitals pels ciutadans i facilitar la disponibilitat i l'accessibilitat de les tecnologies digitals, contribuint a la correcció de les bretxes digitals en coordinació amb altres departaments ministerials amb competències en altres polítiques amb què aquestes matèries estiguin relacionades.

## Titulars
- Ángel Luis Sánchez Aristi (10 de març de 2021 - 14 de juliol de 2021)[4][3]
- Laura Flores Iglesias. Interina entre el 14 de juliol i el 8 de setembre del 2021 com a subdirectora general d'Intel·ligència Artificial i Tecnologies Habilitadors Digitals.[5]
- Salvador Estevan Martínez (8 de setembre de 2021 - present)[6]